# Taounate (provins)
Taounate (arabiska: إقليم تاونات, franska: Province de Taounate) är en provins i Marocko.   Den ligger i regionen Fès-Meknès, i den nordöstra delen av landet, 190 km öster om huvudstaden Rabat. Antalet invånare är 668 003. Arean är 5 585 kvadratkilometer.